# توفو
التوفو (باليابانية: 豆腐 توفو) (بالصينية: 豆腐 دوفو) هي نوع من الجبن النباتي مصنوعة من حليب الصويا، على الرغم من أنه يوجد بعض أنواع التوفو تستخدم في صناعتها مكونات أخرى، كالبازلاء والجوز.
التوفو هو أحد منتجات فول الصويا، ويعتبر مصدراً مثالياً للبروتينات، خاصة للذين يتبعون حمية غذائية نباتية. ويُصْنَع التوفو من حليب الصويا في عملية تشبه إلى حد كبير عمليات تصنيع الجبنة من الحليب البقري، وقد تم تصنيع التوفو لأول مرة منذ قرون عديدة في الصين في عملية يقال أنها كانت مصادفة!
ولكن يجدر بنا التنويه هنا إلى أن التوفو هو أحد المنتجات التي تثير الكثير من الجدل حولها، فرغم أنها منخفضة السعرات والدهون وغنية بالبروتينات إلا أنها قد تحمل أضراراً للصحة، خاصة إذا ما تم استعمال الأنواع الخاطئة من التوفو، وأفضل أنواع التوفو صحياً هو التوفو المخلل.

## الأنواع والاستخدامات
تتميز التوفو المحضرة في المنزل بكونها طازجة. أما التوفو المعروضة في المتاجر فيتم عرضها بعدة أشكال منها الصلب أو اللين، وتمتاز بالملمس الحريري الناعم. يمكن طهو التوفو على البخار، أو بطريقة التقلية السريعة أو خبزها. ويمكن الاستمتاع بمذاق التوفو بمفردها أو مع الحساء أو مع اليخنة أو مع أطباق الشعيرية أو الفطائر على أنواعها أو مع أنواع الصلصة ومرق توابل السلطات. أما الأطفال فهم يفضلون تناولها مقلية. وتتميز التوفو المصنوعة من كتل جافة رفيعة بقوام صلب ومذاق لامثيل لهما، هناك عدة أنواع للتوفو، وهذه بعضها:
- التوفو المخلل: وهو نوع يكون كريمي القوام، وعادة ما يستعمل كغموس أو صلصة جانبية.
- التوفو المدخن: يتم تدخين هذا التوفو بتقنيات خاصة تمنحه نكهة غنية، ويمكن تناوله نيئاً.
- التوفو المبهر: هذا التوفو يتم تبهيره بشكل مسبق ببهارات أو صلصات خاصة.

## التوفو الياباني
هناك نوعان أساسيان من التوفو في اليابان. الأول يعرف باسم «مومين» ويعني حرفيا «قطن» وله قوام صلب نسبيا وتظهر على جوانبه آثار قماش القطن الذي تم لفه فيه. والنوع الثاني يعرف باسم «كينو» ويعني حرفيا «حرير» وله قوام أنعم وألين. ويحضر النوعان بشكل مختلف عن بعضهما البعض. ففي البداية يصنع التوفو أو خثارة فول الصويا عن طريق نقع وطحن فول الصويا في الماء ثم وضعه على النار حتى يغلي وتخثير حليب الصويا الذي تم استخلاصه.
إن التوفو من نوع «مومين» يصنع عن طريق إضافة مادة مخثرة إلى حليب الصويا تجعل قوامه صلبا نسبيا ثم يوضع بعد ذلك في قوالب ويوضع فوقه ثقل للتخلص من الماء العالق به. أما التوفو من نوع «كينو» أو الحرير فيصنع عن طريق إضافة المادة المخثرة إلى حليب الصويا وسكبه في قوالب دون الحاجة لوضع أي ثقل فوقه. إن النوعين يختلفان أيضا من حيث المحتوى الغذائي. فالتوفو ذي القوام الصلب من نوع «مومين» أغنى بالبروتينات والكالسيوم. بينما التوفو من نوع «كينو» أو الحرير فأغنى بالبوتاسيوم والمغنيزيوم.

## فوائدها
تُعَد جبنة التوفو مصدراً غنياً بالبروتين الكالسيوم والحديد والفيتامين (A) و (C)، وتعتبر مادةً سهلة الهضم وتساعد على تحسين الدورة الدموية. تُستخدم لصقة التوفو لتهدئة الالتهابات والأورام والكدمات، وهي أفضل من الثلج في علاج هذه الحالات، ز أيضاً تساعد في فقدان الوزن الزائد، مكافحة مرض السكري، حماية الكبد من الضرر الناتج عن عمليات الأكسدة الضارة، مكافحة أمراض الكلى، تحسين صحة الدماغ ووظائف الدماغ المختلفة، مكافحة تساقط الشعر، ومكافحة مرض النقرس، وتحمل كل قطعة توفو لك العديد من الفوائد الصحة والتغذوية الرائعة، وهذه أهمها:

## مقدار مكونات التوفو العادي لكل 100غ
- فوسفات 97 ملغ
- كالسيوم 105 ملغ
- ألياف 2ز1 غ
- كاربوهيدرات 1.9 غ
- دهون 4.8 غ
- بروتين 8.1 غ
- ماء 84.6 غ
- فيتامين (C) بنسبة 0.1ملغ
- فيتامين (A)بنسبة 85 وحدة دولية
- حمض النيكوتين 0.2 ملغ
- ريبوفلافين 0.05 ملغ
- ثيامين 0.08 ملغ
- بوتاسيوم 121 ملغ
- صوديوم 7 ملغ
- حديد 5.4ملغ
- سعرات حرارية 76 سعرة.
- حليب الصويا
- فول الصويا